# Meri Cetinić
Meri Cetinić, född 15 juni 1953 i Split, är en kroatisk sångerska och låtskrivare.
Cetinić började sin musikaliska karriär 1970 som sångerska i popgruppen Delfini och turnerade med dem i bl.a. Sovjetunionen. Hon lämnade gruppen kort efter sitt inträde för att studera vid musikhögskolan i Split. Där träffade hon musikern Slobodan M. Kovačević och tillsammans bildade de musikgruppen More, där Cetinić blev sångerska, pianist och kompositör. De släppte sitt självbetitlade debutalbum 1974. De följande åren turnerade de och uppträdde bl.a. på Splitfestivalen med bidrag som Bakalar (1974, tillsammans med Đani Maršan), Gdje god da pođeš (1976) och Samo simpatija (1978). Hon lämnade gruppen i slutet på 70-talet för att ägna sig åt sin solokarriär. Hon inledde ett samarbete med sin bror Ante Cetinić, som bodde i Nederländerna, och producerade sina första album ihop med honom. Hon släppte sitt självbetitlade debutalbum 1979 och året därpå albumet Ja sam žena, som blev hennes genombrott som soloartist. Under 1980-talet var hon ett ständigt återkommande inslag på Splitfestivalen och fick här stora framgångar med låtar som Lastavica (1980), U prolazu (1981), Konoba (1986, med Tedi Spalato) och Dome moj (1989). Den sistnämnda blev prisbelönad.
Cetinić har deltagit två gånger i den jugoslaviska uttagningen till Eurovision Song Contest; 1987 deltog hon som en del av gruppen Familija och framförde bidraget Samo ljubav, som kom på 7:e plats (av 24 tävlande). Hon deltog igen 1988 som soloartist och framförde bidraget Ne sudite mi noćas och kom på 9:e plats (av 15 tävlande).

## Diskografi
- Meri (1979)
- Ja sam žena (1980)
- U prolazu (1981)
- As (1982)
- Prašina s puta (1983)
- Najveći uspjesi (1984)
- Meri VI (1985)
- Potraži me (1988)
- Zlatni snovi (1989)
- Najveći uspjesi (1992)
- Sve najbolje (1994)
- Zašto te volim (1996)
- Putovanja (1998)
- Malo mora na mom dlanu (2002)
- Zlatna kolekcija (2004)
- Tiramola (2006)
- Virno srce (2009)